# Ha-Tnu'a ha-kibucit ha-me'uchedet
ha-Tnu'a ha-kibucit ha-me'uchedet (hebrejsky: התנועה הקבוצית המאוחדת, doslova Sjednocené kibucové hnutí, akronym Takam) byla zemědělská a osadnická sionistická organizace sdružující v letech 1979–2000 některé kolektivně hospodařící vesnice typu kibuc v Izraeli. 
Vznikla roku 23. června 1979, kdy došlo ke spojení dvou stávajících kibucových hnutí ha-Kibuc ha-me'uchad a Ichud ha-kvucot ve-ha-kibucim. Byl tím tak překonán rozkol, ke kterému mezi nimi došlo v roce 1951, kdy se z ideologických důvodů oddělily dva proudy, levicový a umírněně levicový, v rámci hnutí ha-Kibuc ha-me'uchad.
Spojení dvou původně ideologicky znepřátelených hnutí napomohla zkušenost z voleb do Knesetu roku 1977, ve kterých poprvé v dějinách státu Izrael zvítězila pravice, což vedlo na levici k potřebě integrace. Zároveň se v této době začaly projevovat příznaky ekonomické krize izraelských kibuců, což rovněž motivovalo k širší spolupráci. Spojením dvou kibucových organizací do jedné se vytvořilo silné těleso sdružující podle údajů k roku 1987 167 kibuců, v nichž žilo 76 560 obyvatel. Stranou zůstávala ovšem nadála organizace ha-Kibuc ha-arci s 83 kibucy a 41 500 obyvateli. Stejně jako menší organizace náboženských kibuců ha-Kibuc ha-dati se 17 vesnicemi a celkovou populací 7 300. Integrační proces ale pokračoval dál a roku 2000 se ha-Tnu'a ha-kibucit ha-me'uchedet sloučila s ha-Kibuc ha-arci, čímž vznikla organizace ha-Tnu'a ha-kibucit (Kibucové hnutí).